# 704 Dywizja Piechoty (III Rzesza)
704 Dywizja Piechoty (niem. 704. Infanterie-Division) – niemiecka dywizja z czasów II wojny światowej, w 1943 przemianiowana na 104 Dywizję Strzelców.

## Historia
Sformowana w Chomutovie na mocy rozkazu z 15 kwietnia 1941, w 15. fali mobilizacyjnej w IV Okręgu Wojskowym. Była jedną z głównych dywizji okupujących Jugosławię. W 1943 przemianowana została na 104 Dywizję Strzelców. Przekształcenie 704 DP w 104 Dywizję Strzelców nie polegało jedynie na zmianie nazwy, lecz także na doposażeniu dywizji i uczynienie jej bardziej manewrową. 

## Dowódcy dywizji
- gen. mjr Heinrich Borowski 15 IV 1941 – 15 VIII 1942;
- gen. por. Hans Juppe 15 VIII 1942 – 20 II 1943;
- gen. por. Hartwig von Ludwiger 20 II 1943 – 1 IV 1943.

## Struktura organizacyjna
Skład w kwietniu 1941:
- 724. i 734. pułk piechoty, 654 oddział artylerii, 704 kompania pionierów, 704 kompania rowerzystów, 704 kompania łączności.